# Hołubcie bielkowskie
Hołubcie bielkowskie (także: hołubcie sąsiadowickie) – regionalny produkt kulinarny, charakterystyczny dla powiatu stargardzkiego, wpisany na listę produktów tradycyjnych w dniu 8 lipca 2015 w kategorii "gotowe dania i potrawy" w województwie zachodniopomorskim (zgłaszającymi byli Ewa i Zbigniew Pietruszkowie z Bielkowa).

## Historia
Wieś Bielkowo (początkowo Belków) została w 1946 zasiedlona repatriantami z Małopolski Wschodniej, którzy przybyli ze wsi Sąsiadowice w województwie lwowskim (obecnie rejon starosamborski na Ukrainie). Z uwagi na występujące w fazie pionierskiej trudności z aprowizacją i wyżywieniem, hołubcie stały się popularną i często przygotowywaną potrawą – wymagały składników dostępnych na co dzień w ogrodzie i w lasach. Należały do dań pożywnych i tanich. Dodatkowo posiadały znaczenie kulturowe – łączyły lokalną społeczność z utraconymi na wschodzie ziemiami i gospodarstwami przodków. Były, wraz z językiem i obyczajami, elementem przywiezionej do Bielkowa tradycji kresowej.
Obecnie danie przygotowywane jest głównie w okresie Bożego Narodzenia, w tym na Wigilię, w czasie Wszystkich Świętych, jak również na ważniejsze uroczystości rodzinne. Smak hołubciów nadal pozostaje elementem wspominania ziem utraconych, jest także łącznikiem międzypokoleniowym. Do dziś w rodzinach bielkowskich, które mają korzenie kresowe hołubcie są najważniejszym daniem wigilijnym.

## Charakterystyka
Przygotowywanie hołubciów rozpoczyna się od sparzenia wodą główki kapusty i oddzielenia liści. Ugotowaną kaszę jęczmienną łączy się ze obranymi startymi na tarce ziemniakami, przyprawionymi solą, pieprzem i majerankiem. Pokrojoną w kostkę cebulę szkli się na patelni z kostkami boczku (w przypadku wersji, postnej, wigilijnej, zamiast boczku stosuje się olej). Wszystkie masy łączy się i nakłada całość w liście kapusty, podobnie, jak ma to miejsce w przypadku przyrządzania gołąbków. Tak przygotowane hołubcie układa się w garnku i zalewa wodą, w której produkt gotuje się około dwóch godzin.
Do dziś w rodzinach bielkowskich, które mają wschodnie korzenie Hołubcie są podstawowym daniem wigilijnym.  
Po przygotowaniu hołubcie są owalne, miękkie lecz ścisłe, z zewnątrz zielone, wewnątrz szare (farsz). Wielkość jest różna i zależna od rozmiaru użytych liści kapuścianych.  
Hołubcie serwowane są najczęściej ze skwarkami, a podczas Wigilii z sosem grzybowym.

## Nagrody i wyróżnienia
W 2014 hołubcie bielkowskie zdobyły I miejsce w pierwszej edycji konkursu „Poszukiwacze Smaków” w kategorii szkół gimnazjalnych. Były również przedmiotem zainteresowania w projekcie etnograficznym "Tutejsi", związanym z kultywowaniem tradycji przez potomków repatriantów na Pomorzu Zachodnim i mającym na celu ustalenie, czy ludzie, którzy przybyli na ten teren po 1945, kontynuowali przywiezione ze sobą tradycje, czy też stworzyli nowe wartości kulturowe. Hołubcie są dowodem na skuteczne przeszczepienie na obszar Pomorza tradycji kresowych, w tym wypadku sąsiadowickich. Jeden z uczestników projektu "Tutejsi" stwierdził:
Hołubcie bielkowskie to tradycyjne danie z Sąsiadowic. To gołąbki, które nadziewa się kaszą jęczmienną i surowymi ziemniakami, a potem piecze albo gotuje. Z projektu dowiedziałam się, że w ogóle istnieją! I że można je jeść z sosem grzybowym. Kiedy jechaliśmy do Międzyzdrojów na podsumowanie projektu, wzięliśmy ze sobą te przygotowane dla nas przez panią Ewę Pietruszkę.